# Князовицкий, Славомир
Сла́вомир Кня́зовицкий (словац. Slavomír Kňazovický; род. 3 мая 1967) — словацкий гребец на каноэ, серебряный призёр Олимпийских игр 1996 года.
Славомир Князовицкий родился в 1967 году в Пьештянах (ЧССР). В 1996 году он завоевал серебряную медаль Олимпийских игр, в 1997 году стал чемпионом Европы в гребле на каноэ-одиночках на дистанции 200 м, в 1998 году завоевал серебряную медаль на чемпионате мира на дистанции 200 м.